# Olivier-Maximin Melanson
Pour les articles homonymes, voir Melanson.
Olivier-Maximin Melanson (1864-1926) est un marchand, un fermier et un homme politique canadien.

## Biographie
Olivier-Maximin Melanson naît le 5 juillet 1854 à Aboujagane, désormais un quartier de Beaubassin-Est, au Nouveau-Brunswick. Son père est Maximin Melanson, un agriculteur, et sa mère est Julie LeBlanc.
Il entre à l'école élémentaire de son village mais ne peut pas terminer ses études, ses parents n'ayant pas assez d'argent. Au début des années 1870, il décide alors de déménager à Shédiac, une ville alors en croissance économique, aidée par son port et son chemin de fer. Il est embauché comme commis au magasin de Fidèle Poirier, frère de Pascal Poirier et premier marchand acadien de la ville. En 1873, il devient copropriétaire d'un magasin général avec le fils de Fidèle Poirier, André. Il fonde son propre magasin l'année suivante. À noter que le domaine des affaires est contrôlé par des anglophones à l'époque. Son commerce prospère et il achète plusieurs terres agricoles et usines de transformation du homard ; il est durant plusieurs années l'un des principaux exportateurs de pommes de terre et d'œufs de la région. Il fait même construire un entrepôt près du chemin de fer pour faciliter ses exportations. Ses employés sont payés au moyen de jetons échangeables uniquement dans ses magasins. Le capital de son entreprise passe de 1 000 $ en 1881 à 99 000 $ en 1910. Placide Gaudet le décrit d'ailleurs comme le premier millionnaire acadien.
Il étudie au collège Saint-Joseph de Memramcook. Il épouse Marguerite Boudreau le 27 février 1876 et le couple a onze enfants. 
En 1881, il tente sans succès de se faire élire au conseil municipal du comté de Westmorland. Il devient conseiller municipal à Shédiac en 1903. Il est député de Westmorland à l'Assemblée législative du Nouveau-Brunswick de 1890 à 1892 en tant que conservateur; il est l'un des premiers députés à faire des discours en français à l'Assemblée législative. Il est à nouveau député de la même circonscription, au sein du même parti, entre 1899 et 1903 et entre 1912 et 1917. Il avait été défait en 1892, 1903 et 1908, alors qu'il ne s'était pas présenté en 1895. Il est nommé président de l'Assemblée législative du Nouveau-Brunswick par intérim le 4 mars 1914, devenant le premier Acadien du Nouveau-Brunswick à occuper ce poste. Il obtient ce poste le 9 mars 1916, à la suite du décès de Walter Brittain Dickson. Il se retire de la vie politique pour des raisons médicales avant l'élection de 1917 et retourne à ses activités commerciales.
Il meurt le 7 juillet 1926 à Moncton et est inhumé à Shédiac. Ses enfants continuent ses activités commerciales après sa mort.